# Eustórgio Wanderley
Eustórgio Wanderley (Recife, 5 de setembro de 1882 - Rio de Janeiro, 31 de maio de 1962) foi um jornalista, professor, poeta, compositor, pintor e teatrólogo brasileiro. 
Mudando-se para o Rio de Janeiro, cursou a Escola de Belas Artes do Rio de Janeiro, onde diplomou-se em pintura, e o Instituto Nacional de Música.
Voltou ao Recife, onde foi nomeado catedrático de pintura na Escola de Belas Artes. 
Retornou, depois, definitivamente para o Rio de Janeiro, onde dedicou-se à imprensa, ao magistério e ao teatro.
Motivado por sua transferência para o Rio de Janeiro, Eustórgio, que fora fundador da cadeira 21 da Academia Pernambucana de Letras, foi cassado pelos seus pares, perdendo o direito como membro da Academia Pernambucana de Letras. Foi substituído por Octavio de Freitas. Com o falecimento de seu sucessor, a cadeira ficou vaga novamente, e Eustórgio foi convidado a ocupá-la. Tornou-se, com isso, sucessor de seu próprio sucessor. 

## Atividades profissionais
Atuou como jornalista nos seguintes periódicos:

### No Recife
- Diário da Manhã
- Jornal do Recife

### No Rio de Janeiro
- Correio da Manhã
- A Noite Ilustrada
- Jornal do Brasil
- O Malho
- O Tico-Tico

## Membro de entidades literárias e culturais
- Academia Pernambucana de Letras - Ocupou por duas vezes a cadeira 21;
- Instituto Arqueológico, Histórico e Geográfico de Pernambuco.

## Composições musicais
Eustórgio compôs, entre outras:
- A pianista;
- O almofadinha;
- A melindrosa;
- uma versão da polca No bico da chaleira
- A cigana e o feiticeiro
- Aliança
- A despedida
- As três lágrimas

Foi parceiro, em várias composições musicais, de Nelson Ferreira. 
- Flor desfolhada
- Valsa dos que sofrem

Compôs outras músicas em parcerias com Abdon Lira, Débora Gonzaga, Amélia Brandão Nery, José Ribas, Eduardo Souto, Adelmar Tavares etc.

## Livros publicados
- Tipos populares do Recife Antigo (2 volumes).
- Claro - escuros
- A última noite
- O preconceito[1]

## Peças teatrais
- O mistério do cofre - em parceria com Valdemar de Oliveira e Samuel Campelo
- O tio da roça